# Schnifis
Schnifis è un comune austriaco di 787 abitanti nel distretto di Feldkirch, nel Vorarlberg.